# Samir Sarssar
Samir Sarssar, także Samir Sarsar (ur. 19 czerwca 1975 lub 2 grudnia 1978) – były marokański piłkarz gający na pozycji napastnika, reprezentant kraju, po zakończeniu kariery pracuje jako trener.

## Kariera piłkarska

### Kariera klubowa
Pierwszym klubem Samira Sarssara był Kawkab Marraskesz. Grał tam od sezonu 1996/1997 do 2000/2001. Z jego występów wiadomo tyle, iż w ostatnim sezonie w tym klubie strzelił 12 goli. W sezonie 2001/2002 wyjechał za granicę, do Stade Tunisien. W kolejnym sezonie powrócił do klubu z Marrakeszu. W sezonie 2003/2004 ponownie wyjechał, tym razem do emirackiego Dibba Al-Hisn SC. 1 lipca 2003 roku powrócił do Maroka, a dokładnie do Wydadu Casablanca. Inne źródło podaje informację, że dopiero w sezonie 2004/2005 został zawodnikiem tego klubu. W sezonie 2005/2006 wiadomo, że strzelił 5 goli. Właśnie w tym sezonie zdobył z tym zespołem mistrzostwo kraju. W sezonie 1 lipca 2006 roku został zawodnikiem Hassani Agadir. Rok później przeszedł do Moghrebu Tétouan. 1 lipca 2009 roku przeszedł do MAS Fez. W sezonie 2009/2010 rozegrał 21 meczów i strzelił 7 goli. 1 lipca 2010 roku przeszedł do Ittihadu Tanger, rok później do kuwejckiego Al Sahel. 1 stycznia 2013 roku powrócił do kraju, do Olympiku Marrakesz, gdzie 1 lipca 2013 roku zakończył piłkarską karierę.

### Kariera reprezentacyjna
Samir Sarssar w reprezentacji rozegrał jeden mecz, który odbył się 17 listopada 2004 roku, przeciwnikiem była Burkina Faso. Maroko zwyciężyło 4:0, a Samir Sarssar strzelił bramkę (mecz był pod egidą FIFA).

## Kariera trenerska
Pierwszym klubem, gdzie Samir Sarssar pracował jako trener była Raja Agadir, którą objął 1 lipca 2015 roku. Przestał tam pracować 16 lipca 2017 roku. Kolejnym klubem Wydad Serghini, którego trenował od 16 lipca 2017 roku do 19 lipca 2018 roku. Od 19 lipca 2018 roku trenuje Amal Tiznit.